# Monte Cervellu
Le Monte Cervellu (ou Ciarbellu) est un sommet montagneux du massif du Monte Rotondo, situé en Corse, dans le département de la Corse-du-Sud. Il culmine à 1 622 mètres d'altitude.

## Géographie
Le sommet (punta à u Ciarbellu) se trouve au carrefour des territoires des communes de Poggiolo, de Rosazia et de Salice. Voisin du mont Tretorre, il domine la vallée du fiume Grosso côté nord et la vallée du Cruzzini côté sud.

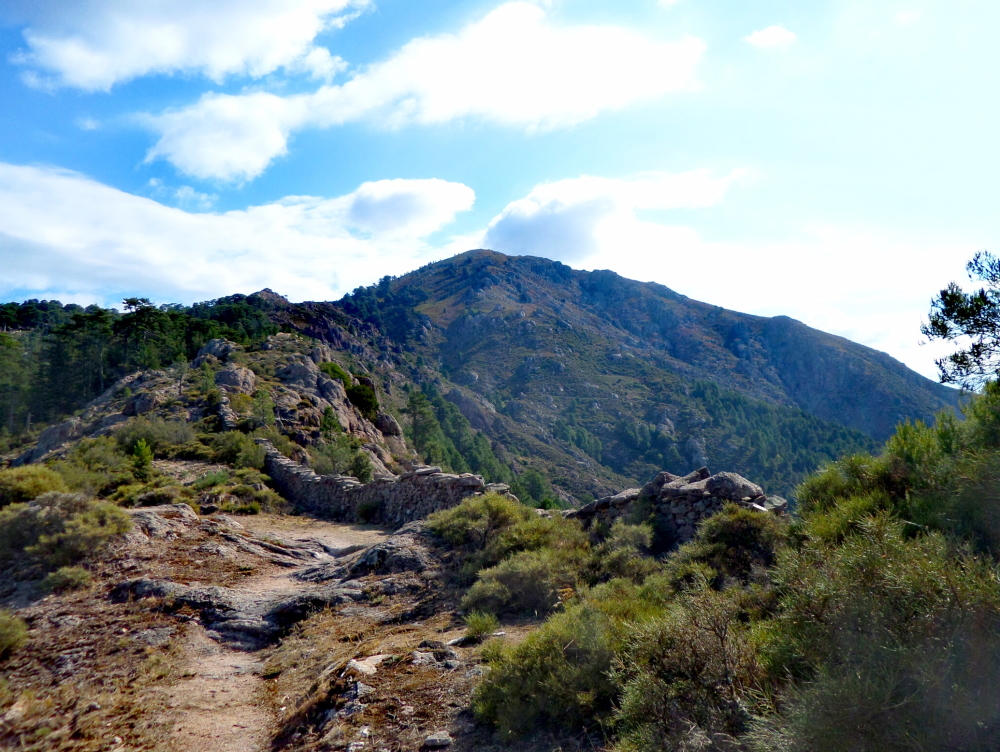
Accès depuis Rosazia.
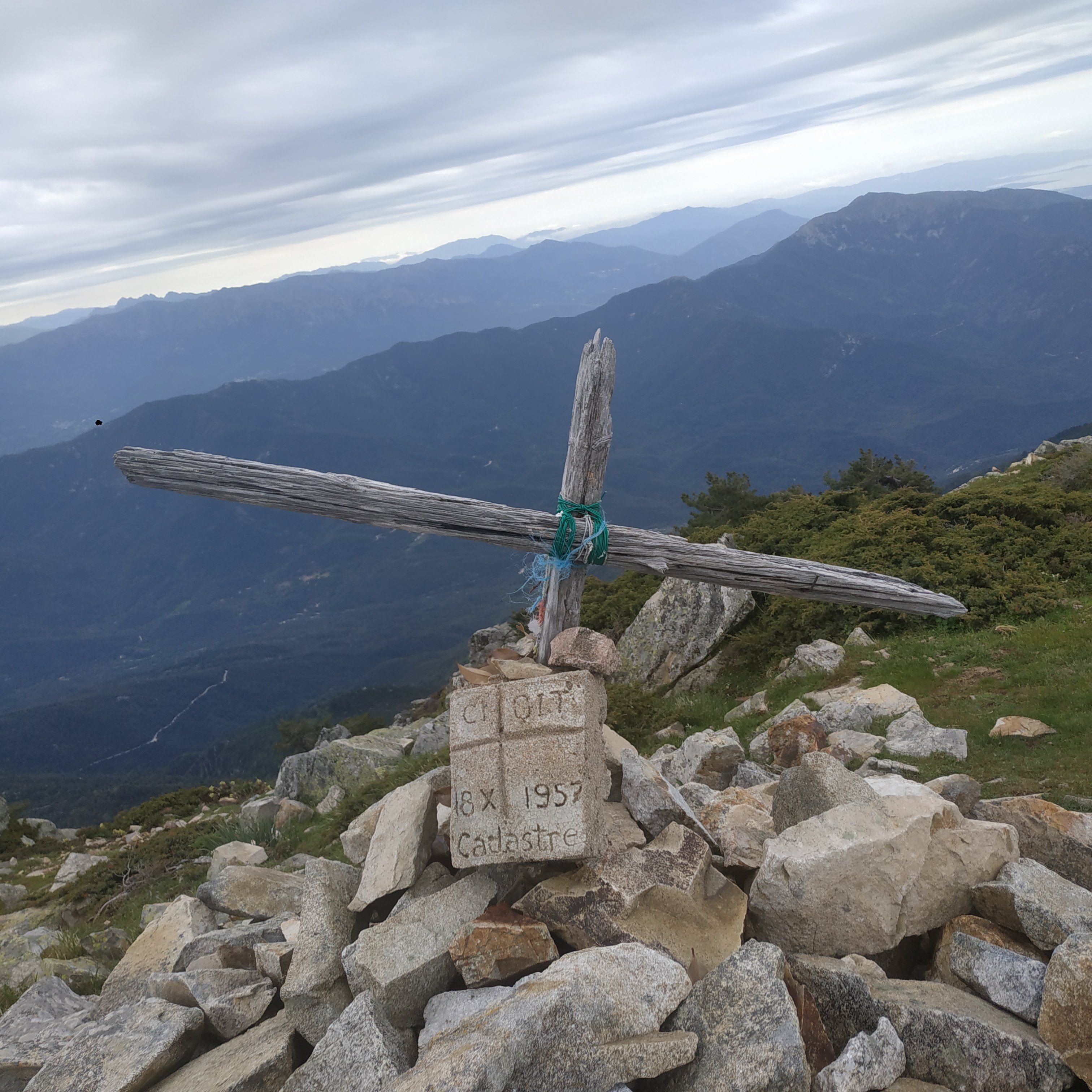
Croix près du sommet.
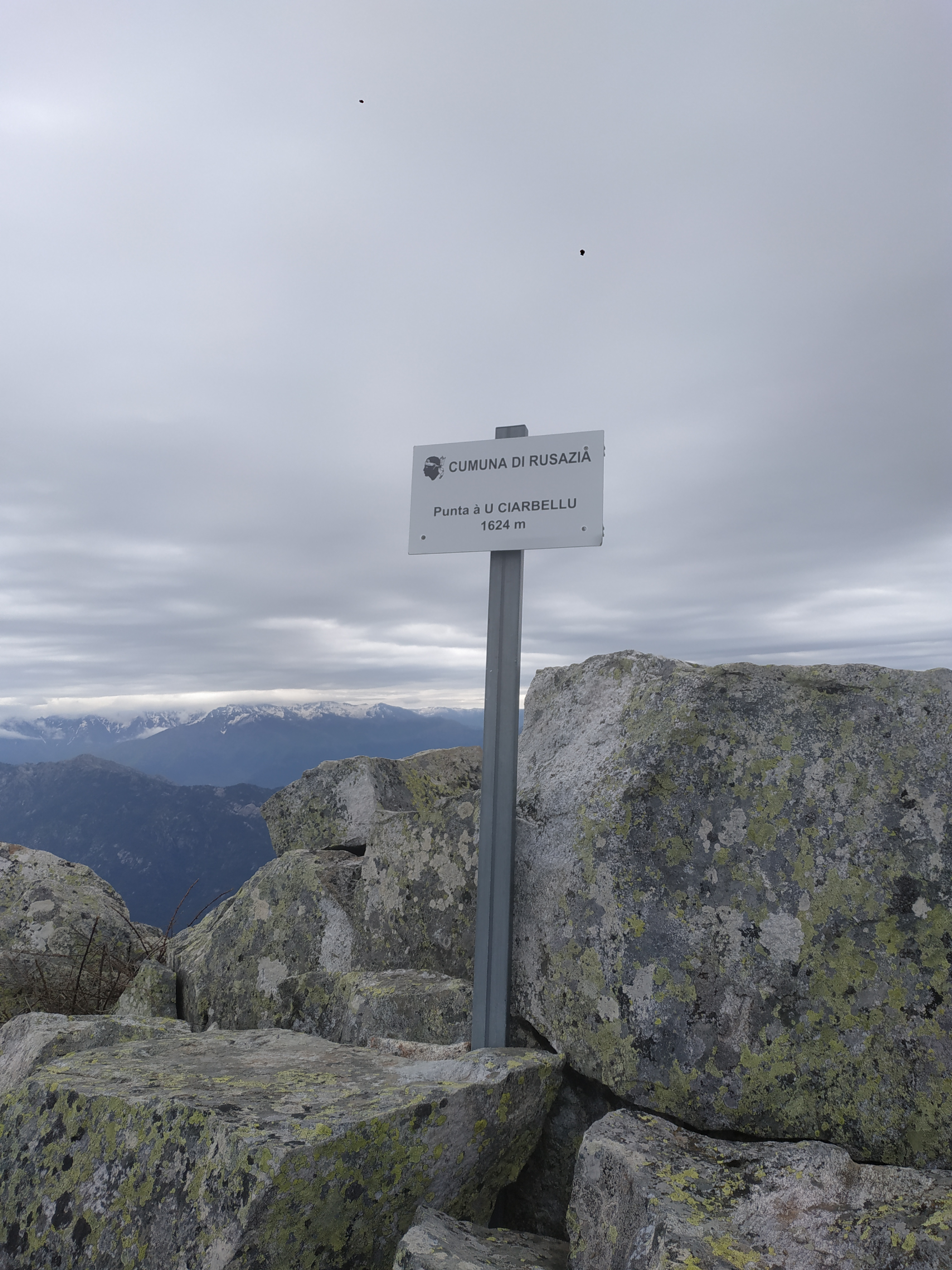
Plaque qui matérialise le sommet.

## Toponymie
En langue corse, cervellu et ciarbellu désignent le cerveau. Le sommet rocheux, vu depuis Guagno, présente une forme ovoïde à deux hémisphères qui ressemble à un cerveau.